# Microcosmos (película)
Microcosmos (título original Microcosmos : Le peuple de l'herbe — Microcosmos: el pueblo de la hierba) es una película documental de 1996 de Claude Nuridsany y Marie Pérennou producida por Jacques Perrin. Es, principalmente, una grabación de un conjunto de detalladas interacciones de insectos y pequeños animales, sin comentarios y con música de Bruno Coulais. Se proyectó fuera de competición en el Festival de Cannes de 1996 y tuvo gran éxito de público (más de 3.500.000 espectadores en Francia) y crítica.
Los realizadores, dos biólogos y entomólogos inicialmente profesores e investigadores en la universidad Pierre y Marie Curie de París, dedicaron dos años al diseño de cámaras, robots y material de iluminación específicos para la filmación de Microcosmos. El rodaje duró tres años, el montaje seis meses y se utilizaron 80 kilómetros de película (40 veces la longitud del documental una vez terminado).
El éxito de la película contribuyó a la creación, en el departamento francés de Aveyron, del parque temático Micropolis, la cité des insectes, dedicado al mundo de los insectos y al entomólogo Jean-Henri Fabre.
Algunas escenas de la película fueron usadas en el video musical para el sencillo "You Don't Love Me (Like You Used to Do)" del álbum de The Philosopher Kings': Famous, Rich and Beautiful.[cita requerida]

## Recepción
La película mantiene un rating de 96% en el sitio Rotten Tomatoes.

## Premios y nominaciones
- Premios César 1997 (Francia)
  - Ganador: Mejor fotografía (Thierry Machado, Claude Nuridsany, Marie Pérennou y Hugues Ryffel)
  - Ganador: Mejor montaje (Florence Ricard y Marie-Josèphe Yoyotte)
  - Ganador: Mejor música (Bruno Coulais)
  - Ganador: Mejor productor (Jacques Perrin)
  - Ganador: Mejor sonido (Philippe Barbeau y Bernard Leroux)
  - Nominada: Mejor película
  - Nominada: Mejor ópera prima (Claude Nuridsany y Marie Pérennou)
  - Nominada: Mejor sonido (Laurent Quaglio)
- Festival de Cannes 1996
  - Ganador: Gran Premio Técnico[4]